# Glycera tesselata
Glycera tesselata är en ringmaskart som beskrevs av Grube 1840. Glycera tesselata ingår i släktet Glycera och familjen Glyceridae. Arten har ej påträffats i Sverige. Utöver nominatformen finns också underarten G. t. minor.